# 旋尾线虫属
旋尾线虫属（学名：Spirocerca），也称尾旋线虫属，为旋尾线虫科的一个属。

## 下属物种
本属包括以下物种：
- Spirocerca arctica Petrov, 1927
- 狼尾旋线虫 Spirocerca lupi (Rudolphi, 1809)，血色食道虫